# Лерой Рассел Чіао
Лерой Рассел Чіао (Цзяо Лічжун, англ. Leroy Russel Chiao; 28 серпня 1960, Мілвокі) — американський астронавт-дослідник НАСА. Здійснив 4 космічні польоти загальною тривалістю 229 діб 8 годин 44 хвилини 40 секунд. Брав участь у шести виходах у відкритий космос (Загальною тривалістю 36 годин 19 хвилин).

## Освіта
- У 1978 році закінчив середню школу Монте Віста (Monte Vista High School) в місті Денвілл, штат Каліфорнія.
- У 1983 році закінчив Каліфорнійський університет (University of California) в Берклі (Berkeley) і отримав ступінь бакалавра (хімічне машинобудування). У тому ж 1983 отримав ступінь магістра (теж «хімічне машинобудування») в Каліфорнійському університеті в Санта-Барбарі.
- У 1987 році отримав ступінь доктора наук (хімічне машинобудування) в Каліфорнійському університеті в Санта-Барбарі.

## Космічна підготовка
На початку 1990 року Лерой Чіао був зарахований до загону астронавтів НАСА у складі тринадцятого набору. В липні 1991 року отримав кваліфікацію фахівця польоту і призначення у відділ астронавтів НАСА.
Деякий час Лерой працював в Лабораторії інтеграції авіоніки шаттла (англ. Shuttle Avionics Integration Laboratory, SAIL) при Космічному центрі ім. Джонсона (Johnson Space Center) в Х'юстоні, де займався верифікацією програмного забезпечення комп'ютерів.
Там же Лерой отримав кваліфікацію командира і наукового офіцера орбітальної станції. Працював начальником відділення позакорабельної діяльності.

## Четвертий політ
Наприкінці 2002 року Чиао був призначений командиром основного екіпажу МКС-10 разом з Саліжаном Шаріповим і Джоном Філліпсом. Однак після катастрофи шаттла Колумбія в лютому 2003 року екіпажі МКС були переформовані і скорочені до двох осіб.
У листопаді 2003 року Лерой Чиао і Саліжан Шаріпов почали підготовку до польоту як дублюючий екіпаж МКС-9д і основний МКС-10. З 13 січня по 28 січня Чиао був тимчасово переведений в основний екіпаж МКС-9 замість відстороненого Вільяма МакАртура, але потім знову очолив екіпаж МКС-10.
10-та експедиція на Міжнародну космічну станцію стартувала 14 жовтня 2004 року. Це був четвертий політ Лероя Чиао: як бортінженера ТПК «Союз ТМА-5» і командира екіпажу 10-ї експедиції на МКС. Політ завершилися 25 квітня 2005 року. Під час експедиції Лерой виконав два виходи у відкритий космос:
- 26 січня 2005 - тривалістю 5 години 30 хвилин;
- 28 березня 2005 - тривалістю 4 години 30 хвилин.

Загальна тривалість четвертого польоту склала 192 діб 19 годин 1 хвилина 59 секунд.